# Ferdinand Vališ
Ferdinand Vališ (12. srpna 1843, Praha – 19. září 1887, Praha) byl pražský pivovarský podnikatel a komunální politik, od roku 1885 starosta Prahy.

## Život
Navštěvoval evangelickou školu v Jirchářích a českou reálku (ředitelem byl Josef Wenzig). V letech 1860–1865 studoval pražskou techniku a speciální lučebný kurs. Po studiích postupně pracoval v pivovarech U Primasů (v Praze), Spatenbräu (v Mnichově) a plzeňském Měšťanském pivovaru. Roku 1867 se stal správcem pražského pivovaru U Bachorů. Zároveň se zapojil do veřejného života v Praze. V roce 1872 byl zvolen do sboru obecních starších, o dva roky později do městské rady a roku 1882 do funkce náměstka starosty.
Po odstoupení Tomáše Černého byl Vališ 17. září 1885 zvolen pražským starostou . Byl prvním evangelíkem v této funkci od bitvy na Bílé hoře. Slavnostně otevřel vodárnu v Podolí a chudobinec na Vyšehradě, jejichž výstavbu zahájil jeho předchůdce. Roku 1886 prosadil přijetí nového stavebního řádu, který se stal základem pozdějšího městského plánování. Během jeho působení získalo novou podobu Karlovo náměstí (podle návrhu architekta Františka Thomayera) a byla vybudována restaurace na Žofíně.
Současníci na něm oceňovali vlastenectví, pevnou vůli i důkladnou znalost obecního hospodářství; očekávali, že bude pokračovat v úspěšné politice svého charismatického předchůdce. 19. září 1887 ale přímo v úřadě (na Staroměstské radnici) náhle onemocněl a téhož dne kolem 15. hodiny zemřel. Nekrolog jej označil jako jednoho z nejobětavějších občanů, který pracoval pro veřejný prospěch s nadšením a láskou, neúnavně a vzorně.

### Rodinný život
Byl ženat, manželka Antonie, rozená Homolová (3.11.1844-21.1.1918, hrob III-4-333 Olšanské hřbitovy).